# Lucio o l'asino
Lucio o l'asino è un breve romanzo greco del II secolo, sulle vicende di un uomo tramutato in asino.

## Contenuto e paternità
Lo scritto, diviso in 56 brevi capitoli, ci è giunto tra le opere di Luciano di Samosata, ma oggi la paternità lucianea è generalmente rifiutata e quindi il suo ignoto autore viene indicato come "Pseudo-Luciano".
La trama del romanzo presenta delle evidenti correlazioni con l'Asino d'oro latino di Apuleio; è oggetto di discussione se lo Pseudo-Luciano sia stato fonte di Apuleio, o se entrambi abbiano attinto a una fonte precedente, forse le Metamorfosi di Lucio di Patre, per noi perdute ma sulla cui esistenza ci informa Fozio.
Il rapporto tra questi tre testi è stato ampiamente dibattuto dalla filologia classica: sulla base di alcuni passaggi condensati e dello stile non sempre curato, in genere si ritiene che il Lucio o l'asino a noi pervenuto sia l'epitome di un'opera più lunga, forse il perduto romanzo di Lucio di Patre.

## Trama
La vicenda, ambientata nella Grecia di epoca romana, è narrata in prima persona.
Il giovane Lucio è diretto per una commissione a Larissa, capitale della Tessaglia; lungo il cammino fa sosta a Ipata, ove consegna una lettera del sofista Decriano al ricco Ipparco che, benché avaro, lo ospita nella casa ove vive con sua moglie e la serva Palestra (§ 1-3). Lucio vorrebbe assistere alle arti magiche per cui la Tessaglia è famosa; in strada viene avvertito da Abrea, un'amica di sua madre, che la moglie di Ipparco è una maga dedita a pratiche occulte. A questo punto Lucio decide di servirsi di Palestra per avvicinare la sua padrona (§ 4-5) e seduce la serva, impegnandola a renderlo testimone della pratica magica (§ 6-11).
Qualche giorno dopo, Palestra fa assistere di nascosto Lucio a un incantesimo notturno con cui la padrona si trasforma in corvo e vola via. Poiché anche Lucio desidera farne esperienza, Palestra lo cosparge di un unguento ma per errore sbaglia barattolo e il giovane viene tramutato in asino, mantenendo la sua coscienza umana ma risultando impossibilitato a parlare. Palestra si rammarica per l'accaduto, ma subito rivela a Lucio che per tornare alla normalità basterà mangiare delle rose, quindi lo conduce nella stalla ripromettendosi di portargli i fiori il mattino seguente (§ 12-15).
La notte stessa, però, dei ladroni irrompono nella casa, ne legano tutti gli occupanti e la rapinano, quindi portano via con sé la refurtiva servendosi delle cavalcature trovate nella stalla, incluso Lucio-asino; i briganti raggiungono il loro nascondiglio, da cui Lucio tenta di fuggire assieme a una fanciulla da loro presa in ostaggio, ma senza successo (§ 16-25). Tuttavia i predoni vengono sgominati dai soldati, guidati al nascondiglio dal promesso sposo della fanciulla; quest'ultima, grata all'asino, dopo le nozze lo raccomanda a suo padre, che come ricompensa lo manda a vivere presso una sua proprietà in campagna. Qui Lucio dovrebbe essere dedito al riposo, anche se ben presto non solo i fattori lo mettono al lavoro, ma viene anche tormentato da un garzone crudele. Mentre, a causa delle menzogne del ragazzo, si sta meditando la castrazione per l'asino, alla fattoria sopraggiunge la notizia della morte dei padroni, quindi i villici si sollevano, saccheggiano la proprietà e fuggono a Berea in Macedonia, portandosi dietro Lucio (§ 26-34), che viene venduto all'asta, passando nelle mani prima di sacerdoti erranti della dea Siria, poi di un fornaio, di un ortolano e infine di Menecle, possidente di Tessalonica, che lo conduce nella sua città (§ 35-50).
Qui Lucio, che ha già dato mostra di comportamenti umani inconsueti per un asino, viene esibito a pagamento dal suo custode; inoltre una donna, invaghitasi di lui, lo affitta per passarci una notte; a questo punto Menecle, che già era in procinto di offrire dei giochi gladiatori alla città, venuto a sapere dal custode delle prestazioni di Lucio, decide di includere nello spettacolo anche l'asino, che dovrà unirsi a una condannata a morte (§ 50-53); mentre tutto è pronto, nell'arena Lucio riesce fortunosamente a mangiare delle rose, tornando al suo aspetto umano. La trasformazione suscita grande clamore nel pubblico, ma Lucio riesce a salvarsi appellandosi al governatore romano lì presente, riassumendo la sua vicenda e dichiarando il suo nome e la sua città, Patre in Acaia. Il magistrato, amico di suo padre, ne decreta la liberazione; Lucio è soccorso dal fratello Gaio e i due tornano a casa (§ 54-56).